# Saint-Paul, Haute-Vienne
Saint-Paul este o comună în departamentul Haute-Vienne din centrul Franței. În 2009 avea o populație de 1.237 de locuitori.

## Evoluția populației
| An        | 1975  | 1982  | 1990  | 1999  | 2006  | 2009  |
| --------- | ----- | ----- | ----- | ----- | ----- | ----- |
| Populație | 1.026 | 1.096 | 1.088 | 1.023 | 1.160 | 1.237 |